# Anacleto Morones
Anacleto Morones es la primera ópera del compositor  mexicano  Víctor Rasgado. El libreto se basa en el cuento homónimo de Juan Rulfo. 

## Acción
El seductor Anacleto Morones ha muerto y un grupo de mujeres quiere hacer una congregación en su nombre como forma de agradecerle los placeres que les prodigó en vida. El párroco del pueblo manifiesta que el apoyo de Lucas Lucatero, ayudante y yerno de Anacleto, resulta indispensable para que alcancen su propósito.
La ópera se inicia cuando Lucas Lucatero es sorprendido por un grupo de mujeres que desde la lejana población de Amula ha ido en su busca para que dé fe de la existencia del “niño” Anacleto Morones y así convertirlo en santo. Lucas Lucatero se ha escondido por temor de que descubran que en esa misma casa se halla el cadáver de Anacleto, asesinado por él. Al verse atrapado por el grupo de mujeres, y al no poder echarlas, Lucas Lucatero las invita a beber agua de arrayań y a descansar. Algunas de las mujeres se marchan, y queda únicamente Pancha Fregoso, que está dispuesta a convencerlo. Lucas se niega, en tanto anochece. Pancha Fregoso pasa la noche en casa de Lucas y le hace saber a éste, después de haber hecho el amor, que el “niño” Anacleto Morones si lo sabía hacer. Francisca recibe la madrugada con el corazón encogido convencida de seguir peleando al lado de las demás mujeres por convertir al “niño” Anacleto en santo y así inmortalizar al hombre que les dio tantos momentos de felicidad.

## Estilo

### Libreto
El libreto está basado en el cuento homónimo de Juan Rulfo publicado como penúltimo texto de la colección El llano en llamas.

### Música
La ópera de Rasgado abarca la totalidad del cuento presentando la acción en 14 cuadros divididos en dos actos en los que se muestra la lucha entre comicidad y tragedia
En la partitura, este contraste está reflejado en dos líneas generales. Por un lado, el grupo de mujeres está representado por un elemento de continuidad y estática en que se escuchan timbres claros de los alientos y cuerdas. Por otra parte, el personaje protagonista, Lucas Lucatero, está representado por un movimiento constante y gestos evidentes interpretados por los metales y percusiones.
Estas líneas no mantienen un flujo independiente. Conforme avanza la partitura se acercan lentamente hasta combinar sus propiedades, de tal forma que al final de la ópera, Lucas Lucatero es caracterizado por los gestos e instrumentos iniciales del coro de mujeres, quienes poco a poco van adquiriendo gradualmente las características iniciales de Lucas Lucatero.
La tendencia a fusionar unidades en apariencia antagónicas no se limita al plano musical, sino que se extiende hasta la relación escenario-auditorio: la ópera sigue representándose aún en el intermedio. Al final del primer acto, cuando terminan de tocar todos los instrumentos y el coro, se escucha una cinta magnética al tiempo que el personaje principal, Lucas Lucatero, continúa su actuación (se prepara y come unos tacos de frijoles y después ofrece agua de arrayán al público, de la misma manera como durante el primer acto lo había hecho con el grupo de mujeres que fue a visitarlo. 

## Datos históricos
Víctor Rasgado escribió la ópera “Anacleto Morones” en 1990 gracias a una beca que recibió del Fondo Nacional para la Cultura y las Artes (FONCA). Dos años después, la partitura fue premiada en el Concurso Iberoamericana de Ópera de Cámara, convocado por el Ministerio de Cultura español, y en 1994 ganó la primera edición del Concurso Internacional Orpheus organizado de manera conjunta por el Teatro Lírico Sperimentale di Spoleto, la Wiener Kammeroper y la Casa Editorial Ricordi. Este último reconocimiento permitió que la ópera se estrenará el 9 de septiembre de ese año en el Ciao Melisso de Spoleto con los solistas del teatro y el coro y la orquesta de la Guildhall School of Music bajo la batuta de Mark Fitz-Gerald. La obra fue seleccionada entre 45 obras provenientes de 14 países. El jurado estuvo presidido por Luciano Berio, Friedrich Cerha, Edison Denisov, Marius Constant, Philippe Boesmans y Michelangelo Zurletti quienes determinaro de manera unánime premiar la ópera de Víctor Rasgado.
En México, durante la administración de Gerardo Kleinburg se anunció que la obra se presentaría en 1995 como parte de la temporada de la Compañía Nacional de Ópera. El proyecto fue cancelado por razones que no fueron reveladas.

### Creación
La ópera se estrenó en Spoleto y se ha tocado también en Viena. 

### Reparto del estreno
| Personaje        | Tesitura     | Elenco del estreno                     |
| ---------------- | ------------ | -------------------------------------- |
| Lucas Lucatero   | tenor        | Elias Granados                         |
| Pancha Fregoso   | mezzosoprano | Marcella Foranna                       |
| Nieves García    | soprano      | Maria Grazia Casini                    |
| Anacleto Morones | barítono     | Roberto Accurso                        |
| La huérfana      | soprano      | Anail Lee Chiesa                       |
| Melquíades       | mezzosoprano | Claudia Vignati Schoetensack           |
|                  |              | Orquesta y coro de la Guildhall School |
|                  |              | Dirección: Mark Fitz-Gerald            |

## Grabaciones
| Personaje        | Tesitura     | Elenco de la grabación |
| ---------------- | ------------ | ---------------------- |
| Lucas Lucatero   | tenor        |                        |
| Pancha Fregoso   | mezzosoprano |                        |
| Nieves García    | soprano      |                        |
| Anacleto Morones | barítono     |                        |
| La huérfana      | soprano      |                        |
| Melquíades       | mezzosoprano |                        |
|                  |              | Coro y orquesta:       |
|                  |              | Dirección              |